# Deursen (plaats)

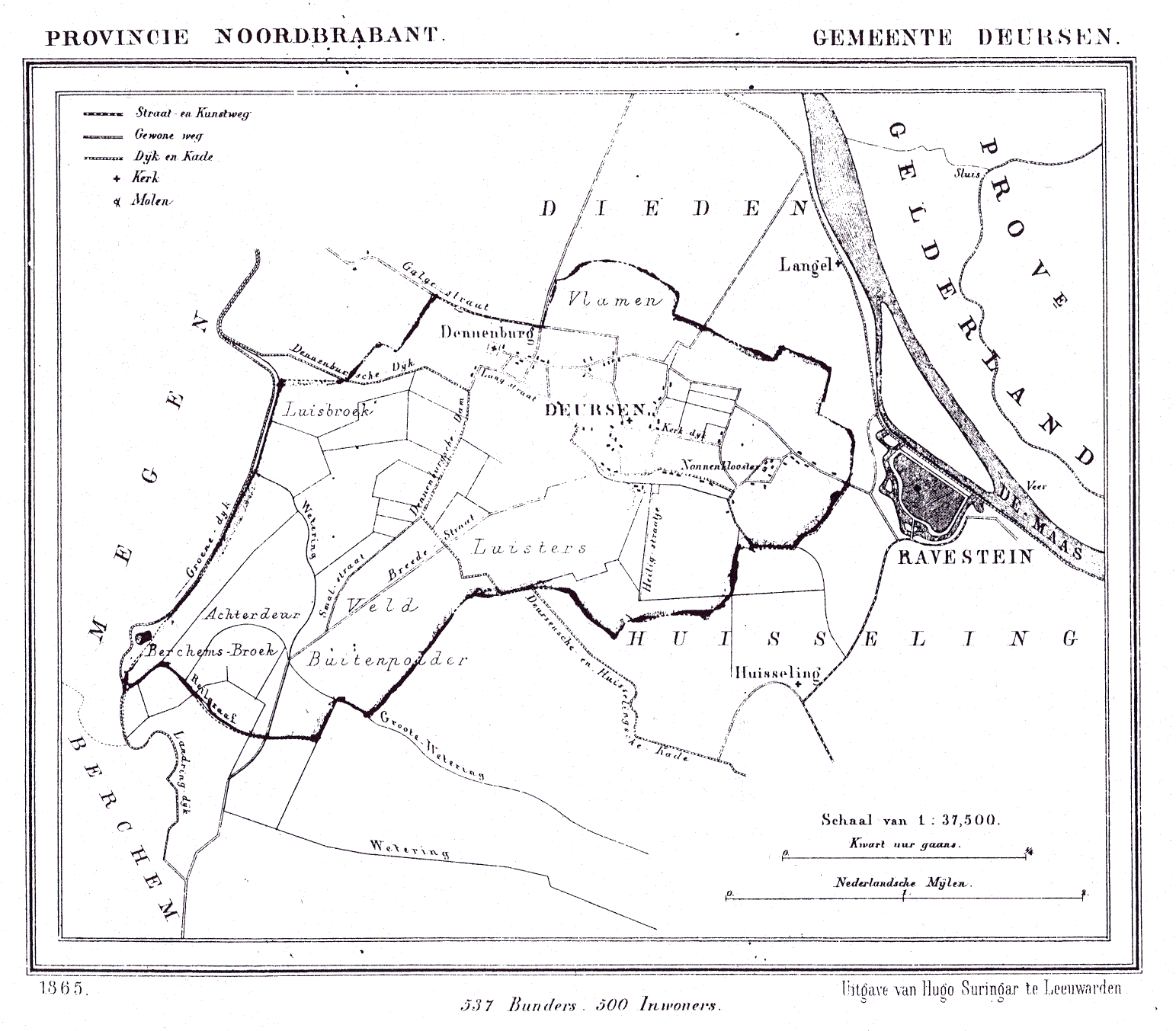
Gemeente Deursen en Dennenburg in 1865

Deursen is een Nederlands dorp in de Noord-Brabantse gemeente Oss.

## Etymologie
De naam van het dorp zou doorstroming van het water of overlaat kunnen betekenen. Tegenwoordig wordt eerder gedacht dat de naam van doornen afgeleid is. Dit zou naar de meidoorn verwijzen die hier veel voorkomt en als erfafscheiding werd gebruikt. Andere plaatsnamen met dezelfde betekenis zijn onder andere Doorn en Deurne. Vroegere vormen zijn: Dorne, Doirne, Doerne, Deurne en Doren. Pas in de 17e eeuw werd de plaats als Dorsen geschreven.

## Geschiedenis
Deursen is waarschijnlijk al heel vroeg bewoond. Bij archeologische opgravingen zijn er urnen gevonden die uit de Romeinse tijd stammen. Waarschijnlijk hebben de Romeinen samen met de plaatselijke bevolking een enorme veldslag uitgevochten. Naast die urnen zijn er ook scherven uit de eerste en de derde eeuw opgegraven.
De eerste schriftelijke vermelding van Deursen stamt uit 1331.
Deursen lag in het Land van Ravenstein, dat niet onder Staats-Brabant viel, maar toebehoorde aan katholieke vorsten. Dit had tot gevolg dat hier, ook na 1629, godsdienstvrijheid heerste en er dus ook kloosters konden bestaan.
Vanaf de Franse tijd behoorde Deursen tot de gemeente Deursen en Dennenburg. In 1923 is de gemeente opgegaan in de gemeente Ravenstein. Deze is op haar beurt in 2003 opgegaan in de gemeente Oss.

## Bezienswaardigheden
- Het Klooster Soeterbeeck werd gesticht in 1732 op het landgoed "Den Bogaert". De Zusters Augustinessen van Windesheim hebben het klooster bewoond. Deze zusters zijn oorspronkelijk afkomstig uit het klooster Soeterbeek te Nuenen, waaruit ze in 1732 verdreven zijn. Halverwege de negentiende eeuw werd er in Ravenstein een nevenklooster gebouwd: Huize Nazareth. Het klooster is opgeheven in 1997 en sindsdien in beheer van de Katholieke Universiteit Nijmegen (thans Radboud Universiteit Nijmegen). Van het gebouw hebben zij een studiecentrum gemaakt. Het gebouw is zo veel mogelijk intact gebleven en bevat nog een vleugel uit het stichtingsjaar 1732. Een groot aantal kunstschatten is er terug te vinden.

De gemeenteraad van de gemeente Ravenstein hield in dit klooster de laatste raadsvergaderingen, voordat de gemeente opging in de gemeente Oss.
- De Sint-Rochuskapel, of ook wel de Sint-Antoniuskapel, aan de Rondestraat is een eenvoudig achthoekig bakstenen gebouwtje, gesticht door Jacobus Antonius van den Broeck als dank voor de gunsten die zijn ouders op voorspraak van de Heilige Antonius Abt hebben verkregen. De bouw duurde van 1745-1747 maar de inwijding vond pas in 1749 plaats. De kapel heeft een met leien bekleed tentdak waarop zich een dakruiter met spitsje bevindt. In de kapel vindt men de zerk van de stichter, uit 1704. De kapel is ook aan de Heilige Rochus gewijd. Twee vergulde reliekhouders uit 1759, vervaardigd door Petrus Verhoeven, zijn overgebracht naar het Museum voor Religieuze Kunst te Uden.
- Een tweede, kleiner, kapelletje aan de Rondestraat, uit de 2e helft van de 19e eeuw stammend en eveneens aan de Heilige Rochus en de Heilige Antonius Abt gewijd. Op deze plaats zou in de 17e eeuw al een "heiligenhuisje" hebben gestaan, naar aanleiding van de pestepidemie die hier in 1636 woedde. In 1985 werd de kapel door een auto beschadigd en vervolgens iets verplaatst.
- De Parochiekerk Sint-Vincentius was oorspronkelijk gewijd aan Vincentius Madelgarius, vanwege de banden met het Sint-Vincentiuskapittel te Zinnik. Later werd de patroonheilige vervangen door Vincentius van Zaragoza. De huidige neogotische kerk stamt uit 1877 en de architect was C. van Dijk. Het is een eenbeukige kerk met een uit vier geledingen bestaande toren die voorzien is van tal van historiserende elementen en bekroond wordt door een vierzijdig tentdak waarboven nog een kleiner torentje uitspringt. Het priesterkoor bevat drie glas-in-loodramen door Fons van Bergen (Kloosternaam: Raymund van Bergen) (1883-1978). De ramen stellen onder meer voor: diverse vrouwelijke en mannelijke heiligen, de Kruisiging, Christus Triomfator, Rochus en Antonius Abt.

## Nabijgelegen kernen
Dennenburg, Ravenstein, Neerlangel, Demen